# Denis Zakaria
Denis Lemi Zakaria Lako Lado (IPA: [də.ni zakaˈʁja]; Ginevra, 20 novembre 1996) è un calciatore svizzero di origini congolesi-sudsudanesi, centrocampista del Monaco e della nazionale svizzera.

## Biografia
Zakaria è nato a Ginevra da padre sudsudanese (nato nell'allora Sudan) e madre congolese (nata nell'allora Zaire).

## Caratteristiche tecniche
Di ruolo centrocampista, può essere impiegato come mediano e come regista; può, inoltre, giocare sia in un centrocampo a 2 che a 3. Paragonato a Patrick Vieira e Paul Pogba, è dotato di ottima atleticità, velocità, dinamismo e forza fisica, bravo a costruire il gioco, in fase di pressing, nei contrasti, e nel recuperare palloni (anche tramite tackle). Ha grandi capacità polmonari e fisiche che gli consentono di essere forte sia alla distanza che negli sprint. In carriera è stato adattato anche nel ruolo di difensore centrale e di attaccante.

## Carriera

### Club

#### Gli inizi, Servette e Young Boys
Cresciuto calcisticamente nel Servette, ha esordito in prima squadra il 10 novembre 2014 contro il Losanna; mentre il 18 maggio 2015 ha segnato il primo gol in carriera da professionista contro il Wohlen. Nonostante il ruolo tra le seconde file riesce ad ottenere 6 presenze e 2 gol con la maglia ginevrina.
Il 26 giugno 2015 passa a titolo definitivo alla Young Boys. Debutta con il nuovo club alla prima giornata di campionato, subentrando durante una gara pareggia contro il Zurigo. Il 28 luglio seguente debutta in UEFA Champions League in occasione della sconfitta per 3-1 contro il Monaco, valida per i preliminari; mentre il 28 novembre ha segnato la prima rete con il club bernese contro il San Gallo. Nella sua prima stagione a Berna colleziona 27 presenze e 1 gol in campionato, venendo nominato rookie dell'anno.
La seconda stagione già affermatosi tra le gerarchie del club, riesce a collezionare 23 presente e una rete, tuttavia durante la stagione salta diverse partite a causa di infortuni.

#### Borussia Monchengladbach
Il 6 giugno 2017 viene acquistato dal Borussia M'gladbach. L'11 agosto seguente debutta in DFB-Pokal contro il Rot-Weiss Essen; mentre pochi giorni dopo debutta in Bundesliga contro il Colonia.
Segna il primo gol con il Gladbach alla seconda presenza in campionato contro l'Amburgo.
Durante la prima stagione in bianconero riesce a collezionare 30 presenze e 2 reti, giocando spesso in coppia con Christoph Kramer.
La stagione seguente, a causa di alcuni cambiamenti tattici dell'allenatore Dieter Hecking con esiti negativi per Zakaria, non riesce ad ottenere un buon impiego. Tuttavia nella seconda parte di stagione riesce a riconquistare il proprio posto da titolare.
Nella stagione 2018-2019, con l'arrivo sulla panchina di Marco Rose conferma il proprio posto da titolare, fornendo durante la stagione varie prestazioni all'altezza. Nel dicembre del 2021 viene confermato che Zakaria non avrebbe rinnovato il proprio contratto con il Borussia e che, di conseguenza, avrebbe lasciato la società al termine della stagione 2021-2022.

#### Juventus e Chelsea
Il 31 gennaio 2022 viene ceduto a titolo definitivo alla Juventus per 8,6 milioni di euro complessivi. Il successivo 6 febbraio bagna con una rete il debutto in maglia bianconera, fissando il punteggio nella vittoria interna contro il Verona per 2-0. Raccoglie 15 presenze ed 1 goal con la maglia bianconera.
Il 1º settembre 2022, nell'ultimo giorno della sessione estiva di calciomercato, si trasferisce in prestito con diritto di riscatto al Chelsea, lasciando i bianconeri dopo solo sei mesi. La sua esperienza ai Blues, però, è del tutto negativa, totalizzando solamente 11 presenze tra tutte le competizioni. Il 2 giugno 2023 lo svizzero ha annunciato che sarebbe tornato alla Juventus, visto che il club londinese non ha voluto pagare la cifra per il riscatto del giocatore.

#### Monaco
Il 14 agosto 2023 si trasferisce a titolo definitivo per la cifra di 20 milioni di euro al Monaco, squadra con cui firma un contratto fino al 30 giugno 2028.

### Nazionale
Dopo avere militato nella under-19 e nell'under-21 elvetica, viene convocato nella nazionale maggiore per gli campionato europeo del 2016 in Francia, in cui non gioca nessuna partita. Convocato anche per il campionato mondiale del 2018, nella manifestazione scende in campo in due occasioni, subentrando in ambedue i casi nel corso della partita.
L'8 settembre 2018 segna la sua prima rete in nazionale, nel successo per 6-0 contro l'Islanda nella UEFA Nations League 2018-2019. Convocato per il campionato d'Europa 2020, disputatosi nel 2021 a causa della pandemia di COVID-19, nel torneo ricopre il ruolo di riserva, bloccato dalla presenza di Granit Xhaka e Remo Freuler nel suo ruolo; è schierato come titolare ai quarti di finale contro la Spagna a causa della squalifica di Xhaka ed è autore di un'autorete nella partita terminata 1-1 dopo i tempi supplementari e con la sconfitta degli elvetici ai tiri di rigore.
Convocato anche per i mondiali del 2022 in Qatar, come riserva, viene impiegato da subentrato in 2 occasioni, fra cui, la sfida degli ottavi di finale, persi contro il Portogallo. Convocato anche per l'Europeo 2024 in Germania, gioca solo una gara, da subentrato nei supplementari della sfida dei quarti di finale contro l'Inghilterra, in cui gli elvetici sono sconfitti ai tiri di rigore.

## Statistiche

### Presenze e reti nei club
Statistiche aggiornate al 26 dicembre 2024.
| Stagione                   | Squadra                    | Campionato      | Campionato | Campionato | Coppe nazionali | Coppe nazionali | Coppe nazionali | Coppe continentali | Coppe continentali | Coppe continentali | Altre coppe | Altre coppe | Altre coppe | Totale | Totale |
| Stagione                   | Squadra                    | Comp            | Pres       | Reti       | Comp            | Pres            | Reti            | Comp               | Pres               | Reti               | Comp        | Pres        | Reti        | Pres   | Reti   |
| -------------------------- | -------------------------- | --------------- | ---------- | ---------- | --------------- | --------------- | --------------- | ------------------ | ------------------ | ------------------ | ----------- | ----------- | ----------- | ------ | ------ |
| 2014-2015                  | Servette                   | CL              | 6          | 2          | CS              | 0               | 0               |                    | -                  | -                  |             | -           | -           | 6      | 2      |
| 2015-2016                  | Young Boys                 | SL              | 27         | 1          | CS              | 3               | 0               | UCL+UEL            | 1+2                | 0                  |             | -           | -           | 33     | 1      |
| 2016-2017                  | Young Boys                 | SL              | 23         | 1          | CS              | 4               | 0               | UCL+UEL            | 2+5                | 0                  |             | -           | -           | 34     | 1      |
| Totale Young Boys          | Totale Young Boys          |                 | 50         | 2          |                 | 7               | 0               |                    | 10                 | 0                  |             | -           | -           | 67     | 2      |
| 2017-2018                  | Borussia M'gladbach        | BL              | 30         | 2          | CG              | 3               | 0               |                    | -                  | -                  |             | -           | -           | 33     | 2      |
| 2018-2019                  | Borussia M'gladbach        | BL              | 31         | 4          | CG              | 1               | 0               |                    | -                  | -                  |             | -           | -           | 32     | 4      |
| 2019-2020                  | Borussia M'gladbach        | BL              | 23         | 2          | CG              | 2               | 0               | UEL                | 6                  | 0                  |             | -           | -           | 31     | 2      |
| 2020-2021                  | Borussia M'gladbach        | BL              | 25         | 1          | CG              | 2               | 0               | UCL                | 5                  | 0                  |             | -           | -           | 32     | 1      |
| 2021-gen. 2022             | Borussia M'gladbach        | BL              | 16         | 2          | CG              | 2               | 0               |                    | -                  | -                  |             | -           | -           | 18     | 2      |
| Totale Borussia M'gladbach | Totale Borussia M'gladbach |                 | 125        | 11         |                 | 10              | 0               |                    | 11                 | 0                  |             | -           | -           | 146    | 11     |
| gen.-giu. 2022             | Juventus                   | A               | 9          | 1          | CI              | 3               | 0               | UCL                | 1                  | 0                  | SI          | 0           | 0           | 13     | 1      |
| lug.-set. 2022             | Juventus                   | A               | 2          | 0          | CI              | 0               | 0               | UCL                | 0                  | 0                  |             | -           | -           | 2      | 0      |
| Totale Juventus            | Totale Juventus            |                 | 11         | 1          |                 | 3               | 0               |                    | 1                  | 0                  |             | -           | -           | 15     | 1      |
| set. 2022-2023             | Chelsea                    | PL              | 7          | 0          | FACup+CdL       | 1+1             | 0               | UCL                | 2                  | 1                  |             | -           | -           | 11     | 1      |
| 2023-2024                  | Monaco                     | L1              | 25         | 4          | CF              | 3               | 0               |                    | -                  | -                  |             | -           | -           | 28     | 4      |
| 2024-2025                  | Monaco                     | L1              | 26         | 6          | CF              | 0               | 0               | UCL                | 5                  | 1                  | SF          | 1           | 0           | 31     | 7      |
| Totale Monaco              | Totale Monaco              | Totale Monaco   | 50         | 10         |                 | 3               | 0               |                    | 5                  | 1                  |             | 1           | 0           | 59     | 11     |
| Totale carriera            | Totale carriera            | Totale carriera | 239        | 24         |                 | 25              | 0               |                    | 25                 | 1                  |             | 1           | 0           | 290    | 25     |

### Cronologia presenze e reti in nazionale
| Cronologia completa delle presenze e delle reti in nazionale ― Svizzera | Cronologia completa delle presenze e delle reti in nazionale ― Svizzera | Cronologia completa delle presenze e delle reti in nazionale ― Svizzera | Cronologia completa delle presenze e delle reti in nazionale ― Svizzera | Cronologia completa delle presenze e delle reti in nazionale ― Svizzera | Cronologia completa delle presenze e delle reti in nazionale ― Svizzera | Cronologia completa delle presenze e delle reti in nazionale ― Svizzera | Cronologia completa delle presenze e delle reti in nazionale ― Svizzera |
| Data                                                                    | Città                                                                   | In casa                                                                 | Risultato                                                               | Ospiti                                                                  | Competizione                                                            | Reti                                                                    | Note                                                                    |
| ----------------------------------------------------------------------- | ----------------------------------------------------------------------- | ----------------------------------------------------------------------- | ----------------------------------------------------------------------- | ----------------------------------------------------------------------- | ----------------------------------------------------------------------- | ----------------------------------------------------------------------- | ----------------------------------------------------------------------- |
| 28-5-2016                                                               | Ginevra                                                                 | Svizzera                                                                | 1 – 2                                                                   | Belgio                                                                  | Amichevole                                                              | -                                                                       | 78’                                                                     |
| 3-6-2016                                                                | Lugano                                                                  | Svizzera                                                                | 2 – 1                                                                   | Moldavia                                                                | Amichevole                                                              | -                                                                       | 79’                                                                     |
| 10-10-2016                                                              | Andorra la Vella                                                        | Andorra                                                                 | 1 – 2                                                                   | Svizzera                                                                | Qual. Mondiali 2018                                                     | -                                                                       | 66’                                                                     |
| 31-8-2017                                                               | San Gallo                                                               | Svizzera                                                                | 3 – 0                                                                   | Andorra                                                                 | Qual. Mondiali 2018                                                     | -                                                                       | 66’                                                                     |
| 3-9-2017                                                                | Riga                                                                    | Lettonia                                                                | 0 – 3                                                                   | Svizzera                                                                | Qual. Mondiali 2018                                                     | -                                                                       | 77’                                                                     |
| 7-10-2017                                                               | Basilea                                                                 | Svizzera                                                                | 5 – 2                                                                   | Ungheria                                                                | Qual. Mondiali 2018                                                     | -                                                                       | 73’                                                                     |
| 10-10-2017                                                              | Lisbona                                                                 | Portogallo                                                              | 2 – 0                                                                   | Svizzera                                                                | Qual. Mondiali 2018                                                     | -                                                                       | 46’ 69’                                                                 |
| 9-11-2017                                                               | Belfast                                                                 | Irlanda del Nord                                                        | 0 – 1                                                                   | Svizzera                                                                | Qual. Mondiali 2018                                                     | -                                                                       |                                                                         |
| 12-11-2017                                                              | Basilea                                                                 | Svizzera                                                                | 0 – 0                                                                   | Irlanda del Nord                                                        | Qual. Mondiali 2018                                                     | -                                                                       |                                                                         |
| 3-6-2018                                                                | Vila-real                                                               | Spagna                                                                  | 1 – 1                                                                   | Svizzera                                                                | Amichevole                                                              | -                                                                       |                                                                         |
| 17-6-2018                                                               | Rostov sul Don                                                          | Brasile                                                                 | 1 – 1                                                                   | Svizzera                                                                | Mondiali 2018 - 1º turno                                                | -                                                                       | 71’                                                                     |
| 27-6-2018                                                               | Nižnij Novgorod                                                         | Svizzera                                                                | 2 – 2                                                                   | Costa Rica                                                              | Mondiali 2018 - 1º turno                                                | -                                                                       | 60’ 75’                                                                 |
| 8-9-2018                                                                | San Gallo                                                               | Svizzera                                                                | 6 – 0                                                                   | Islanda                                                                 | UEFA Nations League 2018-2019 - 1º turno                                | 1                                                                       |                                                                         |
| 11-9-2018                                                               | Leicester                                                               | Inghilterra                                                             | 1 – 0                                                                   | Svizzera                                                                | Amichevole                                                              | -                                                                       | 66’                                                                     |
| 12-10-2018                                                              | Bruxelles                                                               | Belgio                                                                  | 2 – 1                                                                   | Svizzera                                                                | UEFA Nations League 2018-2019 - 1º turno                                | -                                                                       | 83’                                                                     |
| 15-10-2018                                                              | Reykjavík                                                               | Islanda                                                                 | 1 – 2                                                                   | Svizzera                                                                | UEFA Nations League 2018-2019 - 1º turno                                | -                                                                       | 49’                                                                     |
| 14-11-2018                                                              | Lugano                                                                  | Svizzera                                                                | 0 – 1                                                                   | Qatar                                                                   | Amichevole                                                              | -                                                                       | 46’                                                                     |
| 18-11-2018                                                              | Lucerna                                                                 | Svizzera                                                                | 5 – 2                                                                   | Belgio                                                                  | UEFA Nations League 2018-2019 - 1º turno                                | -                                                                       | 79’                                                                     |
| 23-3-2019                                                               | Tbilisi                                                                 | Georgia                                                                 | 0 – 2                                                                   | Svizzera                                                                | Qual. Euro 2020                                                         | 1                                                                       |                                                                         |
| 26-3-2019                                                               | Basilea                                                                 | Svizzera                                                                | 3 – 3                                                                   | Danimarca                                                               | Qual. Euro 2020                                                         | -                                                                       | 59’                                                                     |
| 5-6-2019                                                                | Porto                                                                   | Portogallo                                                              | 3 – 1                                                                   | Svizzera                                                                | UEFA Nations League 2018-2019 - Semifinale                              | -                                                                       | 71’                                                                     |
| 9-6-2019                                                                | Guimarães                                                               | Svizzera                                                                | 0 – 0 dts (5 – 6 dtr)                                                   | Inghilterra                                                             | UEFA Nations League 2018-2019 - Finale 3º posto                         | -                                                                       | 61’                                                                     |
| 5-9-2019                                                                | Dublino                                                                 | Irlanda                                                                 | 1 – 1                                                                   | Svizzera                                                                | Qual. Euro 2020                                                         | -                                                                       |                                                                         |
| 8-9-2019                                                                | Sion                                                                    | Svizzera                                                                | 4 – 0                                                                   | Gibilterra                                                              | Qual. Euro 2020                                                         | 1                                                                       |                                                                         |
| 12-10-2019                                                              | Copenaghen                                                              | Danimarca                                                               | 1 – 0                                                                   | Svizzera                                                                | Qual. Euro 2020                                                         | -                                                                       | 36’                                                                     |
| 15-10-2019                                                              | Lancy                                                                   | Svizzera                                                                | 2 – 0                                                                   | Irlanda                                                                 | Qual. Euro 2020                                                         | -                                                                       |                                                                         |
| 15-11-2019                                                              | San Gallo                                                               | Svizzera                                                                | 1 – 0                                                                   | Georgia                                                                 | Qual. Euro 2020                                                         | -                                                                       |                                                                         |
| 18-11-2019                                                              | Gibilterra                                                              | Gibilterra                                                              | 1 – 6                                                                   | Svizzera                                                                | Qual. Euro 2020                                                         | -                                                                       | 60’                                                                     |
| 25-3-2021                                                               | Sofia                                                                   | Bulgaria                                                                | 1 – 3                                                                   | Svizzera                                                                | Qual. Mondiali 2022                                                     | -                                                                       | 75’                                                                     |
| 28-3-2021                                                               | San Gallo                                                               | Svizzera                                                                | 1 – 0                                                                   | Lituania                                                                | Qual. Mondiali 2022                                                     | -                                                                       | 66’                                                                     |
| 31-3-2021                                                               | San Gallo                                                               | Svizzera                                                                | 3 – 2                                                                   | Finlandia                                                               | Amichevole                                                              | -                                                                       | 55’                                                                     |
| 30-5-2021                                                               | San Gallo                                                               | Svizzera                                                                | 2 – 1                                                                   | Stati Uniti                                                             | Amichevole                                                              | -                                                                       |                                                                         |
| 12-6-2021                                                               | Baku                                                                    | Galles                                                                  | 1 – 1                                                                   | Svizzera                                                                | Euro 2020 - 1º turno                                                    | -                                                                       | 66’                                                                     |
| 2-7-2021                                                                | San Pietroburgo                                                         | Svizzera                                                                | 1 – 1 dts (1 – 3 dtr)                                                   | Spagna                                                                  | Euro 2020 - Quarti di finale                                            | -                                                                       | 101’                                                                    |
| 1-9-2021                                                                | Basilea                                                                 | Svizzera                                                                | 2 – 1                                                                   | Grecia                                                                  | Amichevole                                                              | -                                                                       |                                                                         |
| 5-9-2021                                                                | Basilea                                                                 | Svizzera                                                                | 0 – 0                                                                   | Italia                                                                  | Qual. Mondiali 2022                                                     | -                                                                       | 63’                                                                     |
| 8-9-2021                                                                | Belfast                                                                 | Irlanda del Nord                                                        | 0 – 0                                                                   | Svizzera                                                                | Qual. Mondiali 2022                                                     | -                                                                       | 53’ 86’                                                                 |
| 9-10-2021                                                               | Lancy                                                                   | Svizzera                                                                | 2 – 0                                                                   | Irlanda del Nord                                                        | Qual. Mondiali 2022                                                     | -                                                                       | 90’                                                                     |
| 12-11-2021                                                              | Roma                                                                    | Italia                                                                  | 1 – 1                                                                   | Svizzera                                                                | Qual. Mondiali 2022                                                     | -                                                                       |                                                                         |
| 15-11-2021                                                              | Lucerna                                                                 | Svizzera                                                                | 4 – 0                                                                   | Bulgaria                                                                | Qual. Mondiali 2022                                                     | -                                                                       |                                                                         |
| 24-9-2022                                                               | Saragozza                                                               | Spagna                                                                  | 1 – 2                                                                   | Svizzera                                                                | UEFA Nations League 2022-2023 - 1º turno                                | -                                                                       | 68’                                                                     |
| 27-9-2022                                                               | San Gallo                                                               | Svizzera                                                                | 2 – 1                                                                   | Rep. Ceca                                                               | UEFA Nations League 2022-2023 - 1º turno                                | -                                                                       | 79’ 90+3’                                                               |
| 17-11-2022                                                              | Abu Dhabi                                                               | Ghana                                                                   | 2 – 0                                                                   | Svizzera                                                                | Amichevole                                                              | -                                                                       |                                                                         |
| 2-12-2022                                                               | Doha                                                                    | Serbia                                                                  | 2 – 3                                                                   | Svizzera                                                                | Mondiali 2022 - 1º turno                                                | -                                                                       | 69’                                                                     |
| 6-12-2022                                                               | Lusail                                                                  | Portogallo                                                              | 6 – 1                                                                   | Svizzera                                                                | Mondiali 2022 - Ottavi di finale                                        | -                                                                       | 54’                                                                     |
| 25-3-2023                                                               | Novi Sad                                                                | Bielorussia                                                             | 0 – 5                                                                   | Svizzera                                                                | Qual. Euro 2024                                                         | -                                                                       |                                                                         |
| 28-3-2023                                                               | Lancy                                                                   | Svizzera                                                                | 3 – 0                                                                   | Israele                                                                 | Qual. Euro 2024                                                         | -                                                                       | 74’                                                                     |
| 16-6-2023                                                               | Andorra la Vella                                                        | Andorra                                                                 | 1 – 2                                                                   | Svizzera                                                                | Qual. Euro 2024                                                         | -                                                                       | 74’                                                                     |
| 19-6-2023                                                               | Lucerna                                                                 | Svizzera                                                                | 2 – 2                                                                   | Romania                                                                 | Qual. Euro 2024                                                         | -                                                                       | 75’                                                                     |
| 9-9-2023                                                                | Pristina                                                                | Kosovo                                                                  | 2 – 2                                                                   | Svizzera                                                                | Qual. Euro 2024                                                         | -                                                                       |                                                                         |
| 15-11-2023                                                              | Felcsút                                                                 | Israele                                                                 | 1 – 1                                                                   | Svizzera                                                                | Qual. Euro 2024                                                         | -                                                                       | 45’                                                                     |
| 18-11-2023                                                              | Basilea                                                                 | Svizzera                                                                | 1 – 1                                                                   | Kosovo                                                                  | Qual. Euro 2024                                                         | -                                                                       | 76’                                                                     |
| 23-3-2024                                                               | Copenaghen                                                              | Danimarca                                                               | 0 – 0                                                                   | Svizzera                                                                | Amichevole                                                              | -                                                                       | 76’                                                                     |
| 26-3-2024                                                               | Dublino                                                                 | Irlanda                                                                 | 0 – 1                                                                   | Svizzera                                                                | Amichevole                                                              | -                                                                       | 65’                                                                     |
| 6-7-2024                                                                | Düsseldorf                                                              | Inghilterra                                                             | 1 – 1 dts (5 - 3 dtr)                                                   | Svizzera                                                                | Euro 2024 - Quarti di finale                                            | -                                                                       | 98’                                                                     |
| 5-9-2024                                                                | Copenaghen                                                              | Danimarca                                                               | 2 – 0                                                                   | Svizzera                                                                | UEFA Nations League 2024-2025 - 1º turno                                | -                                                                       | 65’                                                                     |
| 8-9-2024                                                                | Ginevra                                                                 | Svizzera                                                                | 1 – 4                                                                   | Spagna                                                                  | UEFA Nations League 2024-2025 - 1º turno                                | -                                                                       | 62’                                                                     |
| 21-3-2025                                                               | Belfast                                                                 | Irlanda del Nord                                                        | 1 – 1                                                                   | Svizzera                                                                | Amichevole                                                              | -                                                                       | 90+3’                                                                   |
| 25-3-2025                                                               | San Gallo                                                               | Svizzera                                                                | 3 – 1                                                                   | Lussemburgo                                                             | Amichevole                                                              | -                                                                       | 46’                                                                     |
| Totale                                                                  |                                                                         | Presenze                                                                | 59                                                                      |                                                                         | Reti                                                                    | 3                                                                       |                                                                         |